# 연결봉

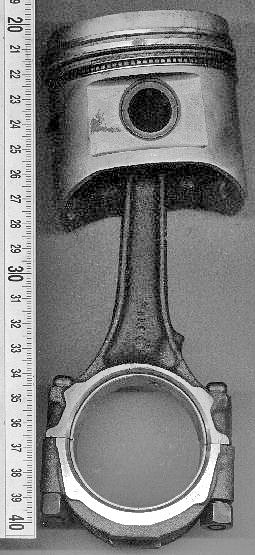

커넥팅 로드(connecting rod) 또는 연결봉(連結棒)은 왕복 기관에서, 피스톤과 크랭크 축을 연결하는 엔진 부품이다. 피스톤에서 발생한 운동 에너지를 크랭크 축으로 보내고 이로 인해 발생하는 크랭크 축의 운동 에너지를 다시 피스톤에 보낸다. 상당한 압축 하중을 받으므로 이에 견딜 수 있는 충분한 굵기와 길이를 가져야 한다.

## 증기 기관

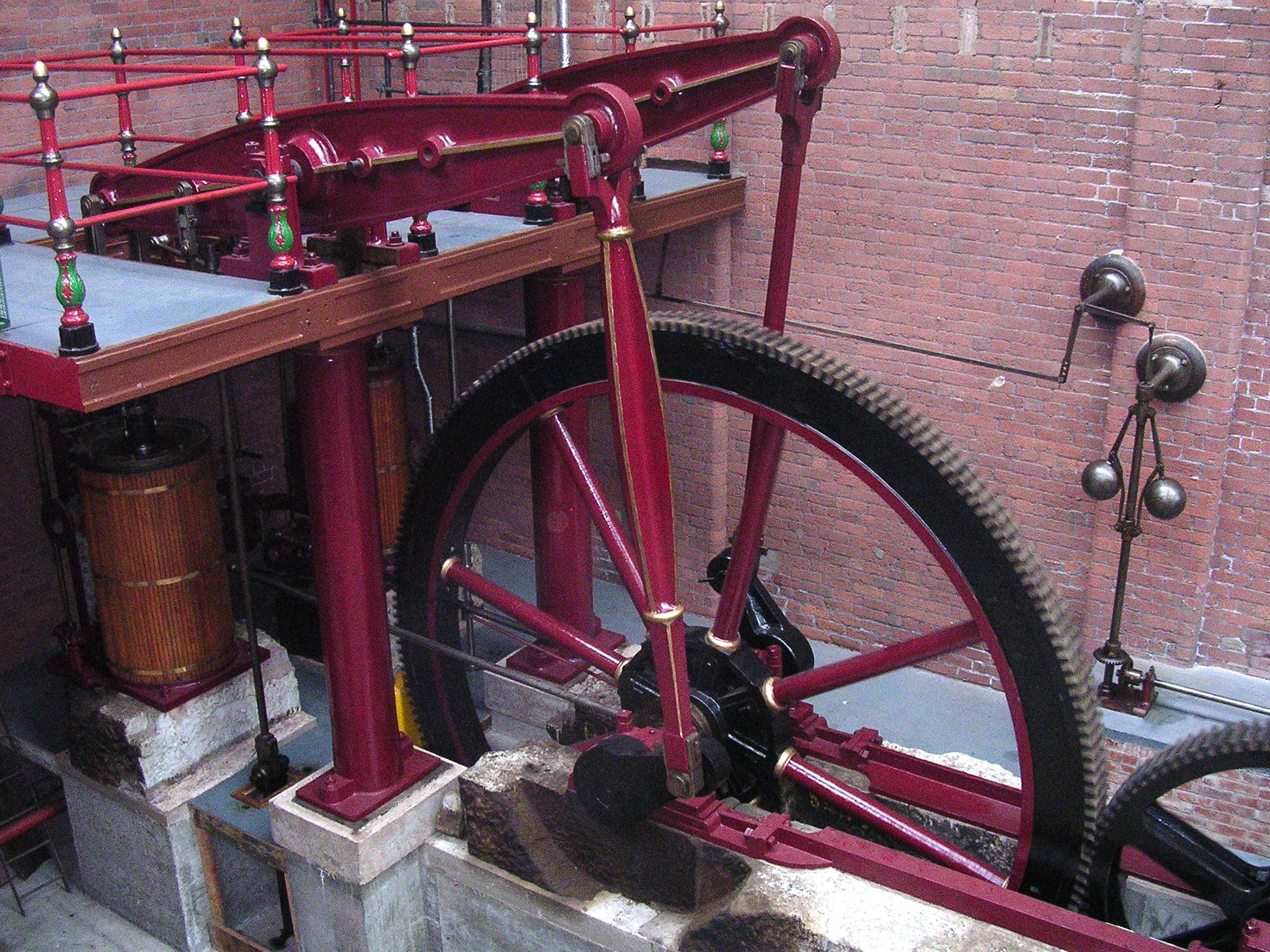

최초의 증기 기관인 뉴 커먼의 대기압 엔진은 단일 작용했다. 그 피스톤은 한쪽 방향으로만 작동했고, 그래서 이들은 체인보다는 연결막대를 이용했다. 이들의 출력은 오히려 지속적으로 회전하기 보다는, 앞뒤로 흔들렸다. 이후 증기 기관은 일반적으로 이중 작용한다. 내부 압력이 차례대로 피스톤의 각 측면에서 작동한다. 증기 기관차에서, 크랭크 핀은 보통 구동 바퀴 한쌍 이상에 직접 장착되어 바퀴의 차축은 크랭크 축의 역할을 한다. 크랭크 헤드 또는 트렁크 가이드는 해양 서비스를 위해 제조된 대형 디젤 기관에 사용된다. 구동 휠 사이의 유사한 막대는 커플 링로드라고 한다. 작은 증기 기관차 연결봉은 일반적으로 직사각형 단면이지만, 작은 기관차, 원형 단면의 해양 형식막대는 종종 사용되어 왔다.

## 내연 기관

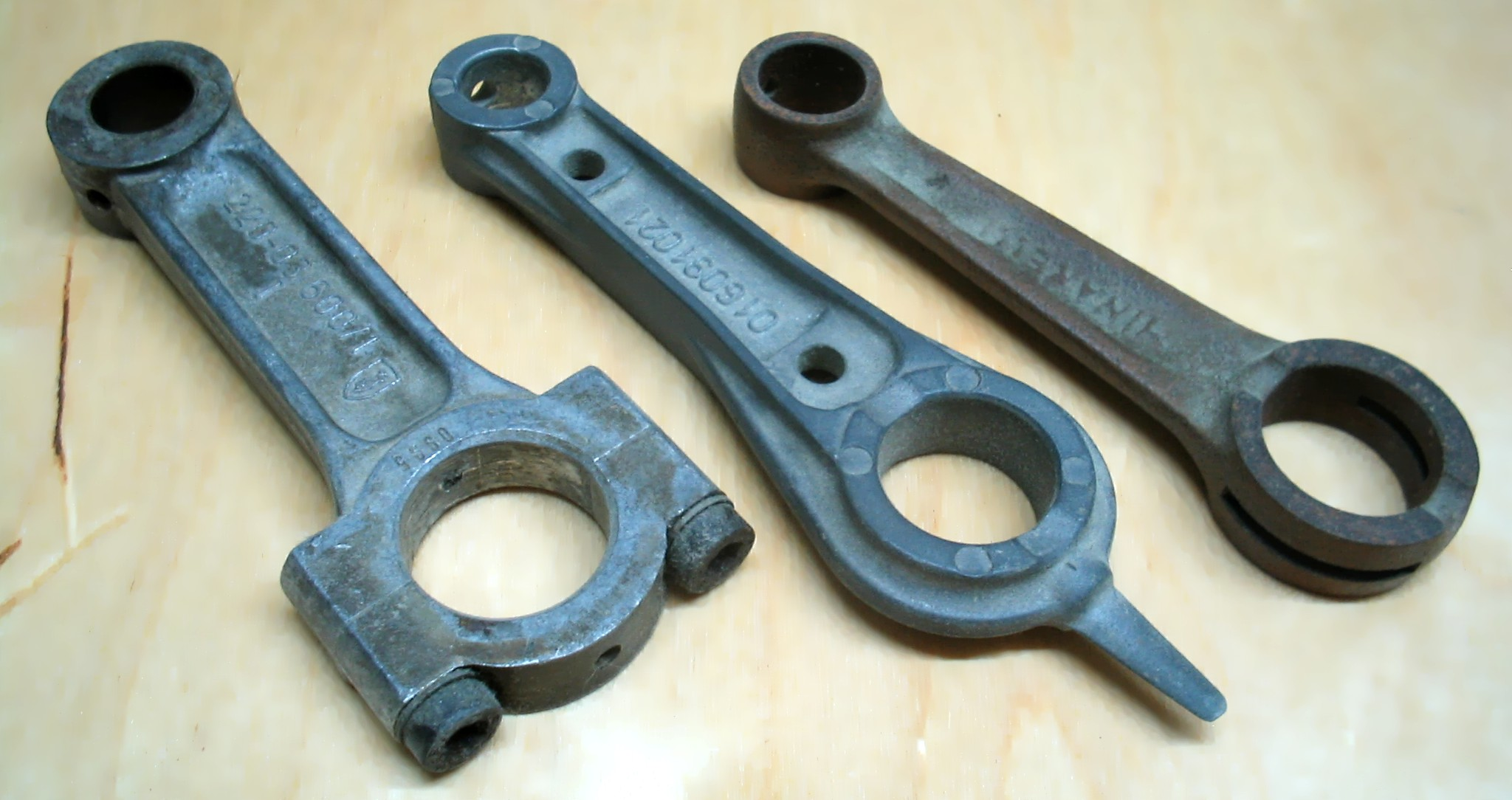

분할형 평베어링으로 크랭크축과 연결되는 대단부(big end), 부싱과 피스톤핀으로 피스톤과 연결되는 소단부(small end), 그리고 본체(body)로 구성된다.

## 같이 보기
- 증기 기관차 목록

## 참조
- Lynn, White, Jr. (1962년). “Medieval Technology and Social Change”. 옥스퍼드: At the Clarendon Press.